# Mas Rojans
El Mas Rojans és una obra de Santa Maria d'Oló (Moianès) inclosa a l'Inventari del Patrimoni Arquitectònic de Catalunya.

## Descripció
Casa de dimensions reduïdes, a tall de masoveria, de planta rectangular i tres pisos. El carener és perpendicular a la façana. L'accés s'efectua per un portal adovellat del cantó de migdia. Damunt del portal hi ha un balcó reformat a un cantó del qual hi ha una pedra ben tallada, procedent d'una antiga finestra geminada, reaprofitada d'una anterior construcció. Corrals i altres dependencies tanquen un petit barri al davant de la casa.
Al cantó de ponent ha adossat un cobert amb espitlleres, típica construcció d'activitat ramadera.

## Història
El mas és documentat des de mitjans del S.X; també es troba citat amb el nom de "Casa de Rojans" en el fogatge de 1515. Al segle xvi la casa va sofrir reformes (1581 a una llinda d'una finestra).
La casa té interès per haver sofert poques transformacions.